# Anne Hamilton
Anne Hamilton contessa di Huntly (1535 – 17 aprile 1574) è stata una nobildonna scozzese, membro della famiglia Hamilton.

## Famiglia
Era figlia di lady Margaret Douglas e di James Hamilton, II conte di Arran e duca di Châtellerault, erede presunto al trono di Scozia di Maria, regina di Scozia, prima della nascita di suo figlio, il principe Giacomo nel 1566.

## Matrimonio
Il 12 marzo 1558, sposò George Gordon, V conte di Huntly,figlio di George Gordon, IV conte di Huntly e di Elizabeth Keith. Sarebbe diventato uno dei principali cospiratori durante il regno della regina Maria.
La coppia ebbe quattro figli:
- Lady Jean Gordon (?-29 dicembre 1615), sposò George Sinclair, V conte di Caithness, da cui ebbe cinque figli.
- George, VI conte di Huntly (1562 - 13 giugno 1636), sposò lady Henrietta Stewart (1573 - 1642), dalla quale ebbe sette figli.
- Alexander Gordon (?-gennaio 1622), sposò lady Agnes Sinclair.
- William Gordon, monaco.

Nel 1562 il fratello di George, marito di Anne, venne giustiziato per tradimento. Venne in seguito perdonato dalla regina e le sue proprietà e il titolo di conte di Huntly furono ripristinati nel 1565, a seguito del matrimonio di Maria con Enrico Stuart, lord Darnley.

## Morte
Anne Hamilton morì il 17 aprile 1574.

## Ascendenza
|                                    |                                  |                                  | Genitori                  |  |  | Nonni |  |  | Bisnonni                        |  |  | Trisnonni      |  |
|                                    |                                  |                                  |                           |  |  |       |  |  | James Hamilton, I lord Hamilton |  |  | James Hamilton |  |
|                                    |                                  |                                  |                           |  |  |       |  |  | James Hamilton, I lord Hamilton |  |  | James Hamilton |  |
|                                    |                                  | Janet Livingston                 |                           |  |  |       |  |  | James Hamilton, I lord Hamilton |  |  |                |  |
| James Hamilton, I conte di Arran   |                                  |                                  |                           |  |  |       |  |  | James Hamilton, I lord Hamilton |  |  |                |  |
|                                    |                                  | Maria di Scozia                  | Giacomo II, re di Scozia  |  |  |       |  |  |                                 |  |  |                |  |
|                                    |                                  | Maria di Scozia                  | Giacomo II, re di Scozia  |  |  |       |  |  |                                 |  |  |                |  |
|                                    |                                  | Maria di Scozia                  | Maria di Gheldria         |  |  |       |  |  |                                 |  |  |                |  |
| James Hamilton, II conte di Arran  |                                  | Maria di Scozia                  |                           |  |  |       |  |  |                                 |  |  |                |  |
|                                    |                                  | sir David Bethune                | John Bethune              |  |  |       |  |  |                                 |  |  |                |  |
|                                    |                                  | sir David Bethune                | John Bethune              |  |  |       |  |  |                                 |  |  |                |  |
|                                    |                                  | sir David Bethune                | Marjory Boswell           |  |  |       |  |  |                                 |  |  |                |  |
| Janet Bethune                      |                                  | sir David Bethune                |                           |  |  |       |  |  |                                 |  |  |                |  |
|                                    |                                  | Janet Duddingston                | Stephen Duddingston       |  |  |       |  |  |                                 |  |  |                |  |
|                                    |                                  | Janet Duddingston                | Stephen Duddingston       |  |  |       |  |  |                                 |  |  |                |  |
|                                    |                                  | Janet Duddingston                | Deborah Creich            |  |  |       |  |  |                                 |  |  |                |  |
| lady Anne Hamilton                 |                                  | Janet Duddingston                |                           |  |  |       |  |  |                                 |  |  |                |  |
|                                    | John Douglas, II conte di Morton | James Douglas, I conte di Morton |                           |  |  |       |  |  |                                 |  |  |                |  |
|                                    | John Douglas, II conte di Morton | James Douglas, I conte di Morton |                           |  |  |       |  |  |                                 |  |  |                |  |
|                                    | John Douglas, II conte di Morton | Giovanna di Scozia               |                           |  |  |       |  |  |                                 |  |  |                |  |
| James Douglas, III conte di Morton | John Douglas, II conte di Morton |                                  |                           |  |  |       |  |  |                                 |  |  |                |  |
|                                    |                                  | Janet Crichton                   | sir Patrick Crichton      |  |  |       |  |  |                                 |  |  |                |  |
|                                    |                                  | Janet Crichton                   | sir Patrick Crichton      |  |  |       |  |  |                                 |  |  |                |  |
|                                    |                                  | Janet Crichton                   | Katherine Turing          |  |  |       |  |  |                                 |  |  |                |  |
| lady Margaret Douglas              |                                  | Janet Crichton                   |                           |  |  |       |  |  |                                 |  |  |                |  |
|                                    |                                  | Giacomo IV, re di Scozia         | Giacomo III, re di Scozia |  |  |       |  |  |                                 |  |  |                |  |
|                                    |                                  | Giacomo IV, re di Scozia         | Giacomo III, re di Scozia |  |  |       |  |  |                                 |  |  |                |  |
|                                    |                                  | Giacomo IV, re di Scozia         | Margherita di Danimarca   |  |  |       |  |  |                                 |  |  |                |  |
| Catherine Stewart                  |                                  | Giacomo IV, re di Scozia         |                           |  |  |       |  |  |                                 |  |  |                |  |
|                                    |                                  | Marion Boyd                      | Archibald Boyd            |  |  |       |  |  |                                 |  |  |                |  |
|                                    |                                  | Marion Boyd                      | Archibald Boyd            |  |  |       |  |  |                                 |  |  |                |  |
|                                    |                                  | Marion Boyd                      | Christine Mure            |  |  |       |  |  |                                 |  |  |                |  |
|                                    |                                  | Marion Boyd                      |                           |  |  |       |  |  |                                 |  |  |                |  |